# トゥロヨ語
トゥロヨ語（トゥロヨご、英: Turoyo language）は、アラム語に属する言語である。話者はトルコ東部とシリア北東部に居住するアッシリア人の人々である。話者のほとんどは読み書き、仕事の上でシリア語を話している。
今日トゥロヨ語話者のほとんどはシリア正教会に所属しているが、特にミドヤトの出身者に多いカルデア教会や、アッシリア東方教会に属する者もある。また近年では海外のシリア人居留地でも話されているが、脆弱な言語に分類されている。
トゥロヨ語は現代西アラム語と千年以上かけて分離した結果、相互理解不能であるが、一方でアッシリア現代アラム語やカルデア現代アラム語との相互理解可能性はわずかながら存在する。
1980年代に、スウェーデンで外国人労働者として働くトゥロヨ語話者のためにラテン文字による正書法が考案され、この文字による教科書や辞書が編纂された。しかしこの文字はトゥロヨ語コミュニティーには受け入れられていないという。

## 言語名別称
- Surayt
- Süryani
- Suryoyo
- Syryoyo
- Turani
- トゥーローヨー語

## 方言
- Anhil
- ’Iwardo
- Kfarze
- ミディン方言（Midin）
- ミドヤト方言（Midyat）
- Raite